# L'Eternauta

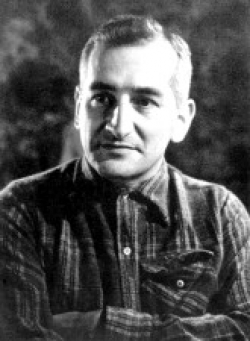
L'autore della sceneggiatura, Héctor Oesterheld

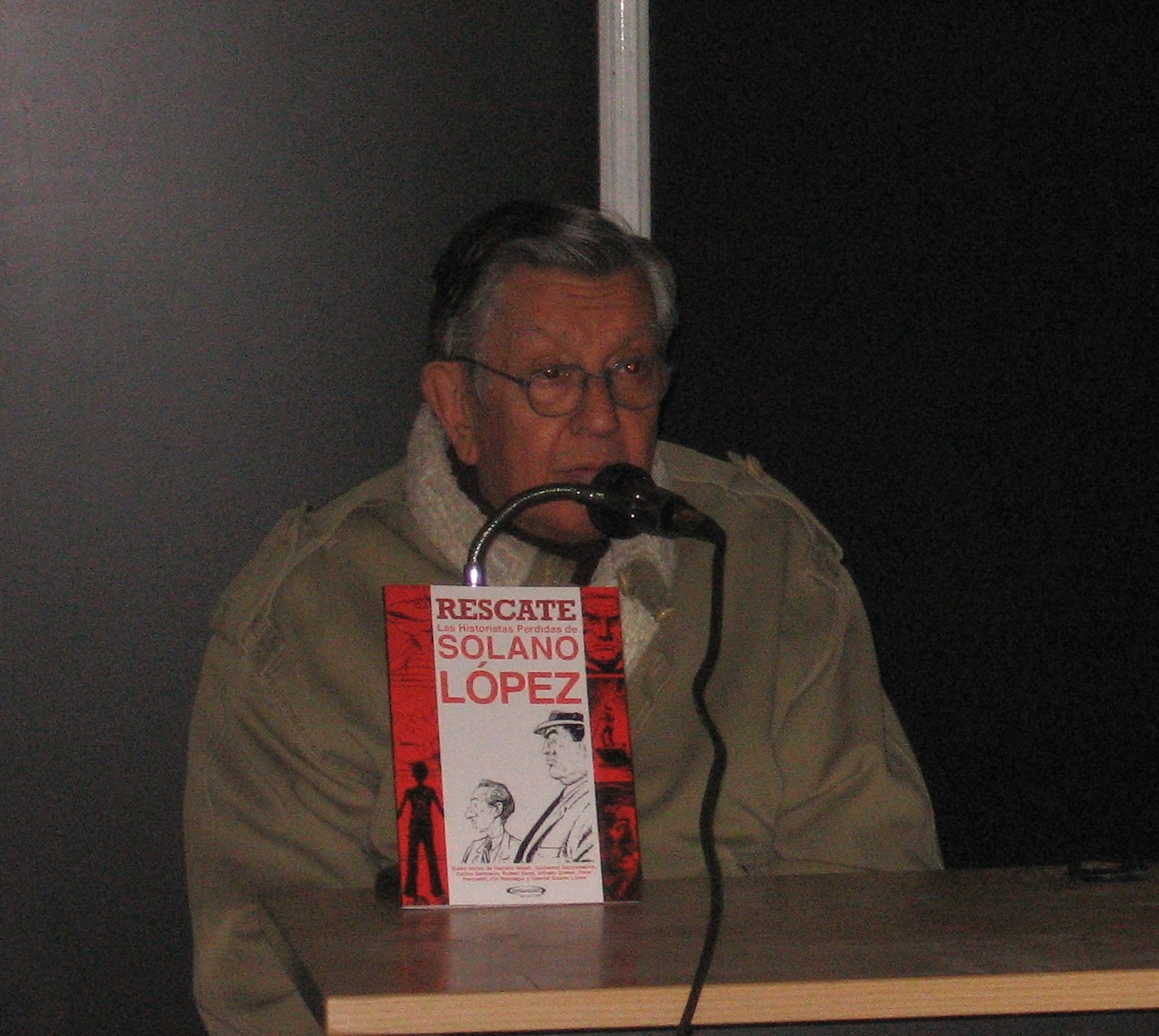
Il disegnatore, Francisco Solano López, nel 2007

L'Eternauta (El Eternauta) è un fumetto di fantascienza scritto da Héctor Oesterheld e disegnato da Francisco Solano López, pubblicato dal 1957 al 1959 sulla rivista Hora Cero, in Argentina, dove raggiunse una notevole fortuna, venendo ristampato più volte, un successo estesosi nel resto del mondo, che gli ha fatto raggiungere una fama tale da venire considerato un capolavoro del fumetto mondiale. La saga fu riscritta da Oesterheld nel 1969, rendendo più espliciti i riferimenti alla situazione geopolitica del Sudamerica del periodo e fu ridisegnata da Alberto Breccia in una personalissima e innovativa versione che viene considerata un capolavoro dalla critica. La trama è spesso considerata una sorta di anticipazione del golpe argentino del 1976 di Jorge Rafael Videla, del quale rimarrà vittima lo stesso Oesterheld, desaparecido nel 1978.

## Trama
Una notte di un giorno imprecisato della seconda metà del XX secolo un uomo si materializza improvvisamente a casa di uno scrittore di fumetti di Buenos Aires: si chiama Khruner, ossia "il vagabondo dell'infinito" e spiega di essere "l'eternauta", un pellegrino dei secoli che vaga alla ricerca della sua epoca e del suo mondo. Khruner inizia quindi a raccontare allo scrittore la propria storia.
A seguito di una "nevicata" di origine aliena viene decimata la popolazione di Buenos Aires. I sopravvissuti si organizzano con tute e respiratori per sopravvivere. I militari organizzano la difesa contro gli invasori alieni raggruppando i sopravvissuti nello stadio monumentale della città. Dopo vari attacchi da parte di insetti-robot telecomandati e di un'astronave aliena, prende avvio una guerra di logoramento psicologico dove gli assediati nello stadio incominciano ad avere allucinazioni provocate da una nuvola bianca artificiale.
Khruner e altri escono in esplorazione e si imbattono in alcuni uomini ai quali gli alieni hanno applicato degli apparecchi per ridurli all'obbedienza. Così si ritrovano faccia a faccia con uno degli invasori, noti come kol, che riescono a prendere come prigioniero. Questi rivela che i kol non sono i veri invasori: per sottometterli ai propri voleri, i veri invasori hanno innestato ai kol una ghiandola che li fa morire nel momento in cui provano paura. I veri invasori hanno sottomesso anche i gurbos, mostruose creature che fanno parte anch'esse dell'avanguardia dell'invasione aliena. 
Khruner torna allo stadio per riferire quanto ha scoperto. I militari decidono di attaccare gli invasori ma vengono decimati dagli uomini-robot e dai gurbos. Khruner con altri arrivano nel quartier generale dell'invasione aliena dove neutralizzano il congegno che comanda a distanza gli attacchi e dopo riescono a lanciare una testata nucleare che sembra aver sconfitto gli alieni. Ma poco dopo riprende a nevicare.
Ascoltando la radio il gruppo scopre che ci sono altri sopravvissuti in altre parti del mondo e si stanno organizzando centri di raccolta dove i nostri si dirigono, ma risulta trattarsi di un inganno, dal quale però Khruner e la sua famiglia riescono a salvarsi. Per sfuggire Khruner riesce a rifugiarsi nell'astronave degli alieni e, tentando di manovrarla, aziona casualmente una sorta di macchina del tempo e si ritrova a vagare per mondi paralleli. 
Qui finisce il lungo racconto allo scrittore. Khruner intuisce di essere riuscito a tornare nel suo universo e ritrova la sua famiglia. Lo scrittore intuisce invece che quello che gli è stato raccontato corrisponde a ciò che accadrà alla Terra e la storia si conclude con il fumettista davanti alla casa di Khruner, preoccupato per quello che succederà in futuro, e si domanda come potrà evitare tutto questo orrore, forse pubblicando tutto ciò che l'Eternauta gli ha raccontato, sotto forma di fumetto.

## Storia editoriale
La serie venne pubblicata inizialmente sul periodico argentino Hora Cero Suplemento Semanal dal 4 settembre 1957 e, nel 1961, venne ristampato su una testata omonima. Nel 1969 Oesterheld decise di riscriverne la sceneggiatura, aumentando i riferimenti politici ed enfatizzando la violenza, facendone un'aperta critica al regime dittatoriale e all'imperialismo degli Stati Uniti. Questa versione, disegnata da Alberto Breccia in un particolare stile sperimentale, venne inizialmente pubblicata sul settimanale argentino Gente y la Actualidad; in seguito venne pubblicata in altri Paesi su varie pubblicazioni come Linus, El Globo, alteralter, Il Mago, Charlie Mensuel e Métal Hurlant.
Un secondo ciclo di storie scritto da Oesterheld e disegnato da López venne pubblicato dal dicembre 1975; la trama è sempre più orientata alla critica politica, con Oesterheld stesso che diventa un personaggio narrante nella storia; lo sceneggiatore, che nel frattempo si era unito al movimento dei Montoneros, ne continuò a scrivere i capitoli successivi fino alla sua scomparsa a seguito di rapimento nell'aprile del 1977. La saga è continuata dopo la morte di Oesterheld scritta da altri autori come Alberto Ongaro e Pablo Maiztegui.

### Elenco dei cicli di storie
- L'Eternauta (1957): Héctor Oesterheld (sceneggiatura), Francisco Solano López (disegni);
- L'Eternauta (1969): Héctor Oesterheld (sceneggiatura), Alberto Breccia (disegni); (remake del primo ciclo)
- L'Eternauta, parte seconda/L'Eternauta - Il ritorno (1975) Héctor Oesterheld (sceneggiatura), F. Solano López (disegni);[17]
- L'Eternauta, parte terza (1983) Alberto Ongaro (sceneggiatura), F. Solano López, Carlos Veglia, Mario Morhain e Osvaldo Walter Viola (disegni);[18]
- L'Eternauta, il mondo pentito (1997-1998) Pablo Maiztegui (sceneggiatura) e Solano López (disegni); Pubblicato su Euracomix n. 136, Editoriale Aurea[18].
- El Eternauta, el odio cosmico (1999) Pablo Muñoz, Ricardo Barreiro (sceneggiatura), Walther Taborda e Gabriel Rearte (disegni); inedito in Italia[18]
- El Eternauta, el perro llamador (1982-2010), Sergio Kern (sceneggiatura), F. Solano López, Salvador Sanz, Cristian Mallea e Enrique Alejandro Santa (disegni); inedito in Italia[19]
- L'ultimo Eternauta (2003 - 2006) Pablo Maiztegui (sceneggiatura) e F. Solano López (disegni).

### Edizioni italiane
In Italia è stato pubblicato nel 1977 sul numero 27, anno III, del settimanale Lanciostory e successivamente su una rivista omonima. Per l'edizione pubblicata sul settimanale Lanciostory le tavole vennero rimontate con l'approvazione di López per essere adattate al formato della rivista. Si è anche intervenuto nel dare a qualche oggetto un aspetto più moderno (per esempio la radio così com'era stata disegnata da Solano López è diventata una a transistor) e a dare un'ambientazione più attuale alla vicenda (all'inizio della storia, ad esempio, il disegnatore dice a Khruner, quando gli chiede in che epoca si trova, di trovarsi verso la fine del XX secolo, anziché a metà di esso, mentre, riguardo ad una rivista sulla scrivania, dice che in copertina vi è la foto del lancio di un missile, invece di una di Chruščёv).
Nel 1979 è stata pubblicata, in versione integrale, dall'editore Comic Art. Negli anni 1990 venne ristampato dalla Eura Editoriale in tre volumi nella collana Euracomix (nn. 55-56-57) e nei primi tre volumi della collana Fantacomix Day.
Nel 2003 ebbe larga diffusione, come allegato al quotidiano La Repubblica nella serie I classici del fumetto di Repubblica, la prima versione con i disegni di Solano Lopez.
In seguito, per lungo tempo non è stato possibile ristampare in Italia nuove edizioni per problemi sui diritti: una nuova edizione si ebbe nel 2011 edita dalla 001 edizioni effettuando nuove scansioni dalle tavole originali recuperate. L'Eternauta II nel 2012 è stato ristampato dalla 001 con il titolo L'Eternauta - Il ritorno. L'ultimo Eternauta venne pubblicato in 5 volumi da 001 Edizioni, 2016-2017; noto anche come L'Eternauta, il ritorno pubblicato incompleto su i Giganti dell’Avventura n. 63, Editoriale Aurea.
L'Eternauta III è stato pubblicato nel 2019 da 001 Edizioni.
A partire da aprile 2024 Panini Comics ha iniziato a ristampare l'intera saga, in volumi cartonati di pregio:
- L'Eternauta (aprile 2024),
- L’Eternauta – Parte seconda (settembre 2024),
- L'Eternauta: Il ritorno (aprile 2025).

## Altri media
- L'Eternauta, il romanzo (1963), Héctor Oesterheld (sceneggiatura). Edito dalla 001 Edizioni, 2013[25].
- Nel 1994 l'editrice Comic Art pubblicò in edicola un videogioco d'avventura per MS-DOS in italiano, L'Eternauta - Gli invasori della Città Eterna, ambientato a Roma[26][27].
- Nel 2014, nell’ambito di un evento al parco scientifico Técnopolis di Buenos Aires, è stato presentato un corto cinematografico ispirato a L’Eternauta.[28]
- Il 30 aprile 2025 è uscita su Netflix la serie TV in sei puntate "L'Eternauta", tratta dall'omonimo fumetto, creata e diretta da Bruno Stagnaro, con Ricardo Darín nei panni del protagonista[29].